# Mindre strandpipare
Mindre strandpipare (Thinornis dubius) är en fågel som tillhör familjen pipare (Charadriidae). Den har en mycket vid utbredning i Europa och Asien österut till Filippinerna och Nya Guinea. Vintertid flyttar den till tropiska områden. Mindre strandpiparen häckar i grusiga och sandiga marker, ursprungligen utmed insjöar och rinnande vattendrag, men alltmer i av människan skapade miljöer. Globalt anses den vara livskraftig.

## Utseende och läte

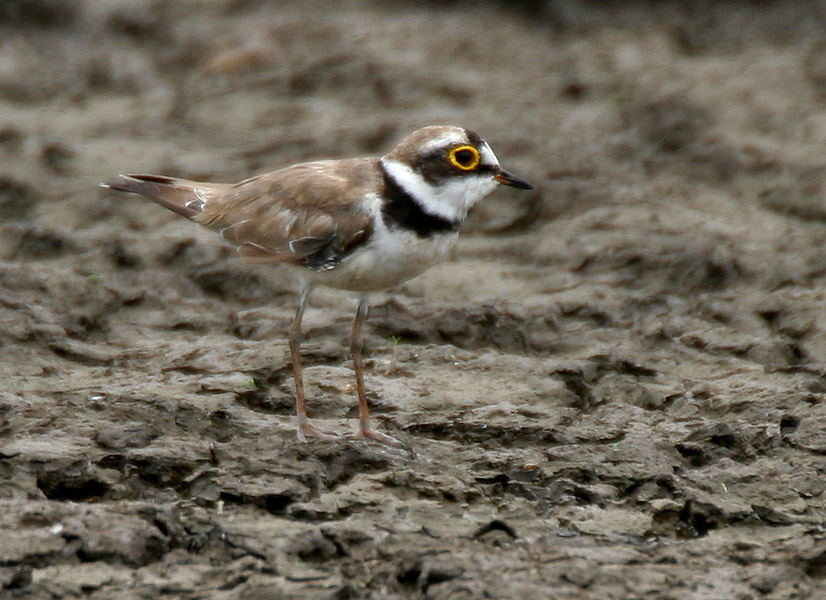
Mindre strandpipare av underarten jerdoni, i Indien.

En adult mindre strandpipare blir 15,5–18 centimeter lång, har ett vingspann på 32–35 centimeter och väger 25–55 gram. Den har brun rygg och vit undersida, kort mörk näbb med rött vid näbbroten och brungula ben. Ögat är svart med tydlig gul orbitalring. Främre delen av huvudet har svartvit teckning. Den har ett svart halsband. Båda könen har samma teckning. Underarten dubius har i adult dräkt tydligt bredare orbitalring och stort rött parti vid näbbroten.
Dess vanligaste läte är ett nedåtkrökt "piu" och den varnar med ett liknande men rivigare "prii". Sången framförs i sångflykt med långsamma vingslag både på dagen och natten och består av rytmiska "pri-pri-pri" och raspigare "krri-a, krri-a, krri-a".

## Utbredning och systematik
Mindre strandpipare har ett stort utbredningsområde och häckar i nordvästra Afrika, i stora delar av Europa och Asien sydost till Filippinerna och Nya Guinea, och på några enstaka öar i Stilla havet. Den delas upp i tre underarter med följande utbredning:
- nordlig mindre strandpipare[5] Thinornis dubius curonicus (Gmelin 1789) – häckar i Europa, Nordafrika samt centrala och norra Asien; flyttfågel som övervintrar i främst Afrika, sydvästra Asien och Sydostasien
- Thinornis dubius jerdoni (Legge 1880) – häckar på Indiska subkontinenten och i Sydostasien; stannfågel eller kortflyttare
- Thinornis dubius dubius – häckar på Filippinerna, Nya Guinea och i Bismarckarkipelagen; främst stannfågel men ibland kortflyttare

### Släktestillhörighet
Mindre strandpipare placeras traditionellt i Charadrius men genetiska studier visar att detta är kraftigt parafyletiskt, där arterna i släktet inte står varandra närmast. Istället är en stor grupp strandpipare, däribland svartbent strandpipare, närmare släkt med vipor i Vanellus och andra udda arter som snednäbb i Nya Zeeland (Anarhynchus frontalis) än med typarten för släktet större strandpipare. BirdLife Sveriges taxonomikommitté flyttade därför 2024 denna grupp till snednäbbens släkte Anarhynchus. Även i begränsad mening är dock Charadrius genetiskt uppdelat i två relativt gamla klader, åtskilda sedan mellan mitten av Miocen och mitten av Oligocen, som dessutom representerar två separata zoogeografiska radiationer. Den ena kladen består av de tre nordamerikanska arterna skrikstrandpipare, flöjtstrandpipare och flikstrandpipare, men även större strandpipare som är typart för släktet Charadrius. Den andra, större kladen förekommer enbart i Gamla världen: de båda afrikanska arterna savannstrandpipare och trebandad strandpipare, mindre strandpipare och förmodade systerarten flodstrandpipare i nordöstra Asien, samt tre udda pipare i Australien och Nya Zeeland vilka tidigare urskildes i egna släkten: svarthuvad strandpipare, svartpannad strandpipare och chathampipare. I AviList urskiljs den senare kladen i ett eget släkte, där Thinornis har prioritet. I samband med lanseringen av AviList i juni 2025 anslöt BirdLife Sverige till listans taxonomi.

### Förekomst i Sverige
I Sverige häckar i Götaland, Svealand och i Norrlands kustland. Den flyttar vanligen mot sydost till tropikerna mellan slutet av juli och början av september. En unge som ringmärktes i Sandviken i Gästrikland sköts vid Madras i sydöstra Indien. En del fåglar flyttar även rakt söderut med förmodad övervintring i Medelhavsområdet och Afrika norr om Ekvatorn. Den mindre strandpiparen återvänder till Sverige i april–maj.

## Ekologi

### Biotop

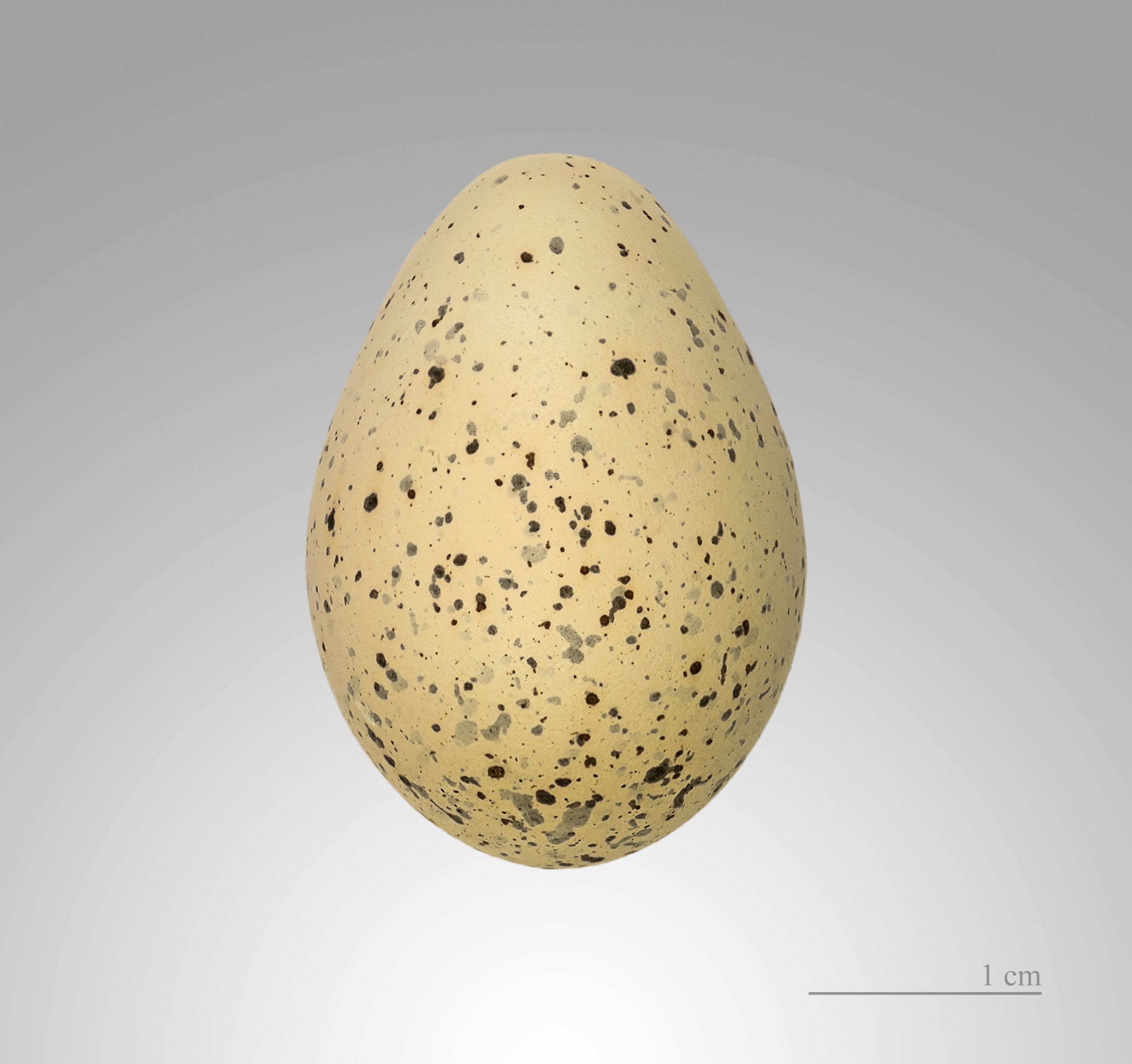
Ägg av mindre strandpipare.

Mindre strandpipare  häckar på slam-, sand- och grusytor och vid muddervatten. Ursprungligen förekom den vid sand- och grusstränder utmed insjöar och vattendrag. När dessa områden alltmer växt igen eller exploaterats nyttjar fågeln idag även ruderat eller andra biotoper som skapats av människan genom exempelvis grävning och schaktning.

### Häckning
Häckningstiden varar från april till juli. Boet är en urholkning i marken som inreds med växtdelar och annat. Honan lägger fyra ägg som genom sitt färgmönster är väl dolda. Båda föräldrar ruvar äggen i fyra veckor tills de kläcks. Om en fara närmar sig lockar föräldrarna inkräktaren i en annan riktning med avledningsbeteenden för att skydda ungarna.

### Föda
Mindre strandpiparen livnär sig av maskar, spindlar, insekter, larver och andra ryggradslösa djur.

## Mindre strandpipare och människan

### Status och hot
Arten har ett stort utbredningsområde och en stor population med stabil utveckling. Utifrån dessa kriterier kategoriserar IUCN arten som livskraftig (LC). Världspopulationen uppskattas till 280 000 till 530 000 par.
Även i Sverige anses beståndet livskraftigt och bestå av mellan 2 600 och 4 600 häckande individer. Det finns inga tecken på betydande populationsförändringar.

### Namn
Mindre strandpipare kallades förr nordanvärstyta i Södermanland. Nordanvärstyta skulle kunna översättas med "liten fågel i samband med nordanvind eller nordanväder, det vill säga kyla". Ett annat äldre namn är mindre strandrulling eller sandrulling.